# 我的叔叔于勒

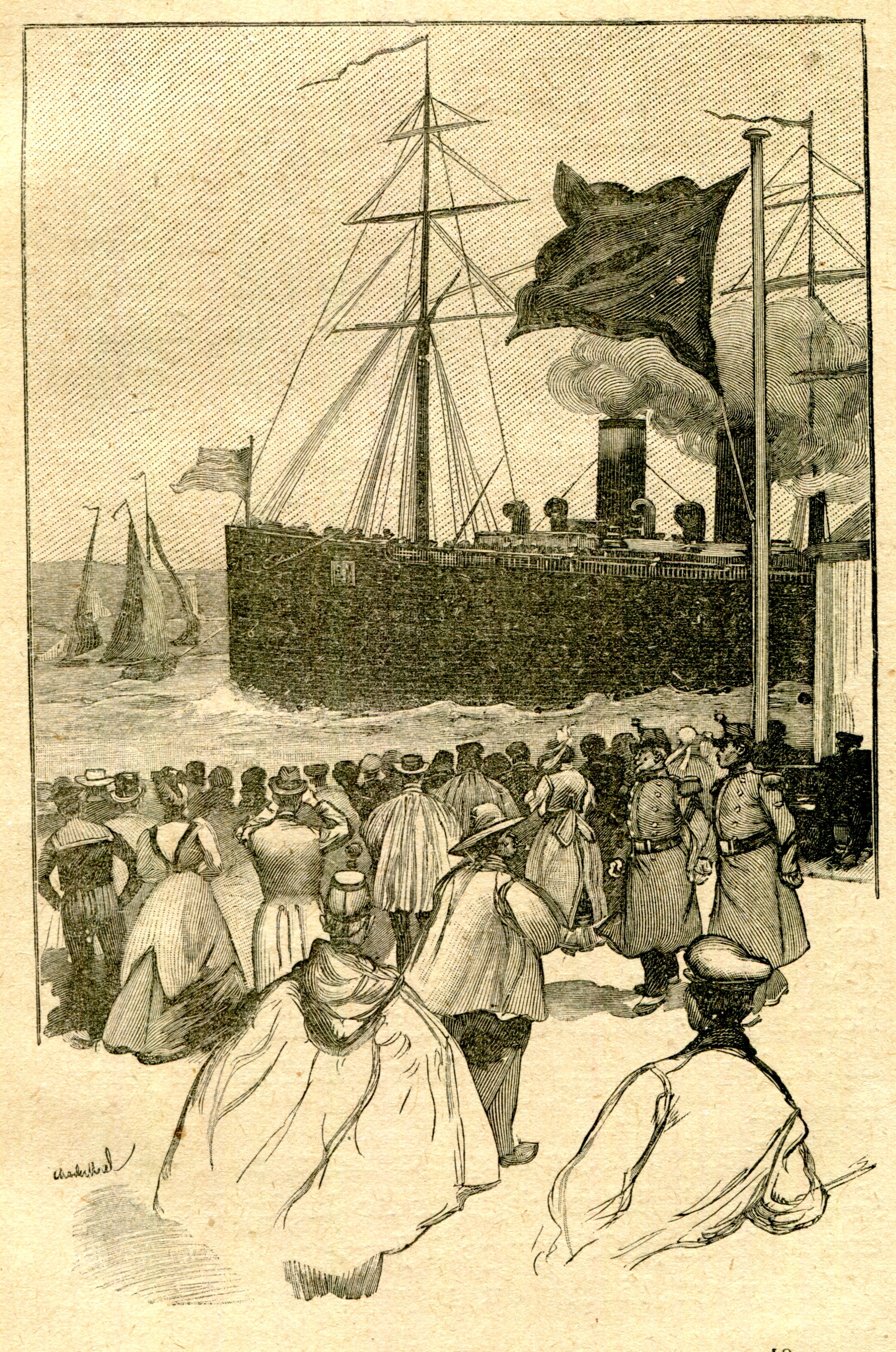
每个星期六，当我看着从地平线上冒出来的巨大的黑色烟雾吐在天空上时，我父亲总是重复他永恒的话……

我的叔叔于勒（法語：Mon oncle Jules）是法国小说家莫泊桑的一篇短篇小说。于勒是故事中的“我”的叔叔。他因为乱花钱被送到纽约，却在美国发了财。他的家人得知之后，反而开始夸他，并且期待他的回来。可是，最后“我”的家庭在去度假的时候发现于勒衣衫褴褛，在船上卖牡蛎，一家人又开始骂于勒。小说最后以“天边远处仿佛出现由一片紫色的阴影从海里钻出。那就是哲尔赛岛了。”结尾。
该小说在中国大陆长期被收入中学语文教材，寓意是揭露与讽刺“资本主义社会人与人之间赤裸裸的金钱关系”。